# Драгословень (Думбревень, Вранча)
Драгословень, Драгословені (рум. Dragosloveni) — село у повіті Вранча в Румунії. Входить до складу комуни Думбревень.
Село розташоване на відстані 146 км на північний схід від Бухареста, 17 км на південний захід від Фокшан, 76 км на захід від Галаца, 114 км на схід від Брашова.

## Населення
За даними перепису населення 2002 року у селі проживали 947 осіб, усі — румуни. Усі жителі села рідною мовою назвали румунську.